# Felsőodor
Felsőodor (szlovákul: Vyšný Orlík, ukránul: Visnyij Verlik) község Szlovákiában, az Eperjesi kerület Felsővízközi járásában.

## Fekvése
Felsővízköztől 6 km-re északnyugatra, az Ondava partján fekszik.

## Története
A települést a német jog alapján a 14. században alapították. 1414-ben „Orly”, „Orlyh” alakban említik először, a makovicai uradalomhoz tartozott. 1618-ban „Felsö Orlich” néven szerepel az írott forrásokban. A 18. században postaállomása volt. 1787-ben 76 házában 534 lakos élt.
A 18. század végén Vályi András így ír róla: „Alsó, és Felső Orlich. Két orosz falu Sáros Várm. földes Ura G. Szirmay Uraság, fekszenek Duplinnak szomszédságában, mellynek filiáji lakosai külömbfélék, Alsó Orlichban posta is van, földgyeik közép termékenységűek, fájok, legelőjök van.”
1828-ban 96 háza és 710 lakosa volt. Lakói mezőgazdasággal, állattartással, erdei munkákkal foglalkoztak.
Fényes Elek 1851-ben kiadott geográfiai szótárában így ír a faluról: „Orlich, (Alsó és Felső), 2 orosz f., Sáros v., a makoviczi uradalomban, Duplin fil., 35 r., 1102 g. kath., 14 zsidó lak. Felső-Orlichon gör. kath. plebania és postahivatal van.”
1914-1915-ben harcok folytak itt az orosz és osztrák-magyar csapatok között. 1920 előtt Sáros vármegye Felsővízközi járásához tartozott.
1944-ben határában élénk partizán tevékenység folyt. A harcok következtében a falu nagy része megsemmisült. A háború után újjáépítették, lakói nagy része Felsővízköz, Bártfa és Kassa üzemeiben dolgozott.

## Népessége
| Év:            | 1994. | 2004.    | 2014.   | 2024.   |
| -------------- | ----- | -------- | ------- | ------- |
| Emberek száma: | 367   | 413      | 376     | 385     |
| Eltérés:       |       | +12,53 % | -8,95 % | +2,39 % |

| Év:            | 2023. | 2024. |
| -------------- | ----- | ----- |
| Emberek száma: | 385   | 385   |
| Eltérés:       |       | +0 %  |

1910-ben 463, többségben ruszin lakosa volt, jelentős német kisebbséggel.
2001-ben 385 lakosából 266 szlovák, 64 ruszin, 24 ukrán és 22 cigány volt.
2011-ben 379 lakosából 213 szlovák, 100 ruszin és 35 cigány.

## Nevezetességei
- A Szeplőtelen Szűz Mária tiszteletére szentelt görögkatolikus temploma 1793-ban épült.
- Ortodox temploma 1935-ben épült.